# Nati nel 1293
| Questa pagina contiene informazioni ricavate automaticamente dalle voci biografiche con l'ausilio del template Bio e di un bot. L'aggiornamento è periodico e automatico e ricostruisce completamente la pagina. Se manca una persona in questa lista, sei pregato di non aggiungerla, ma accertati piuttosto che la sua voce biografica contenga il template Bio e che i dati anagrafici siano correttamente compilati. Se il template Bio manca, inseriscilo tu stesso o, in alternativa, metti l'avviso {{tmp\|Bio}} che ne segnala la mancanza. Se i dati riportati sono sbagliati, correggi direttamente la voce biografica; le modifiche saranno visibili in questa lista entro pochi giorni. Per chiarimenti vedi il progetto biografie. La lista contiene solo le 14 persone che sono citate nell'enciclopedia e per le quali è stato implementato correttamente il template Bio. Pagina aggiornata al 10 ago 2025. |

- 8 febbraio - Clemenza d'Ungheria, regina († 1328)
- 8 marzo - Kitabatake Chikafusa, scrittore e politico giapponese († 1354)
- 8 maggio - Filippo VI di Francia, re († 1350)
- 12 ottobre - Margaret de Clare, contessa di Gloucester, nobile britannica († 1342)
- 17 novembre - Filippo V di Francia, re francese († 1322)
- 28 novembre - Yesün Temür Khan, imperatore cinese († 1328)
- Beatrice di Castiglia, nobile spagnola († 1359)
- Jacopo Dondi dell'Orologio, medico, astronomo e orologiaio italiano († 1359)
- Giovanna di Borgogna, regina († 1349)
- Mahaut di Châtillon, nobildonna francese († 1358)
- Matilde di Hainaut, principessa († 1331)
- Ugo Roger, vescovo cattolico, cardinale e abate francese († 1363)
- Jan van Ruusbroec, presbitero e scrittore fiammingo († 1381)
- Jeanne de Divion, falsaria francese († 1331)